# The Out-of-Towners (Album)

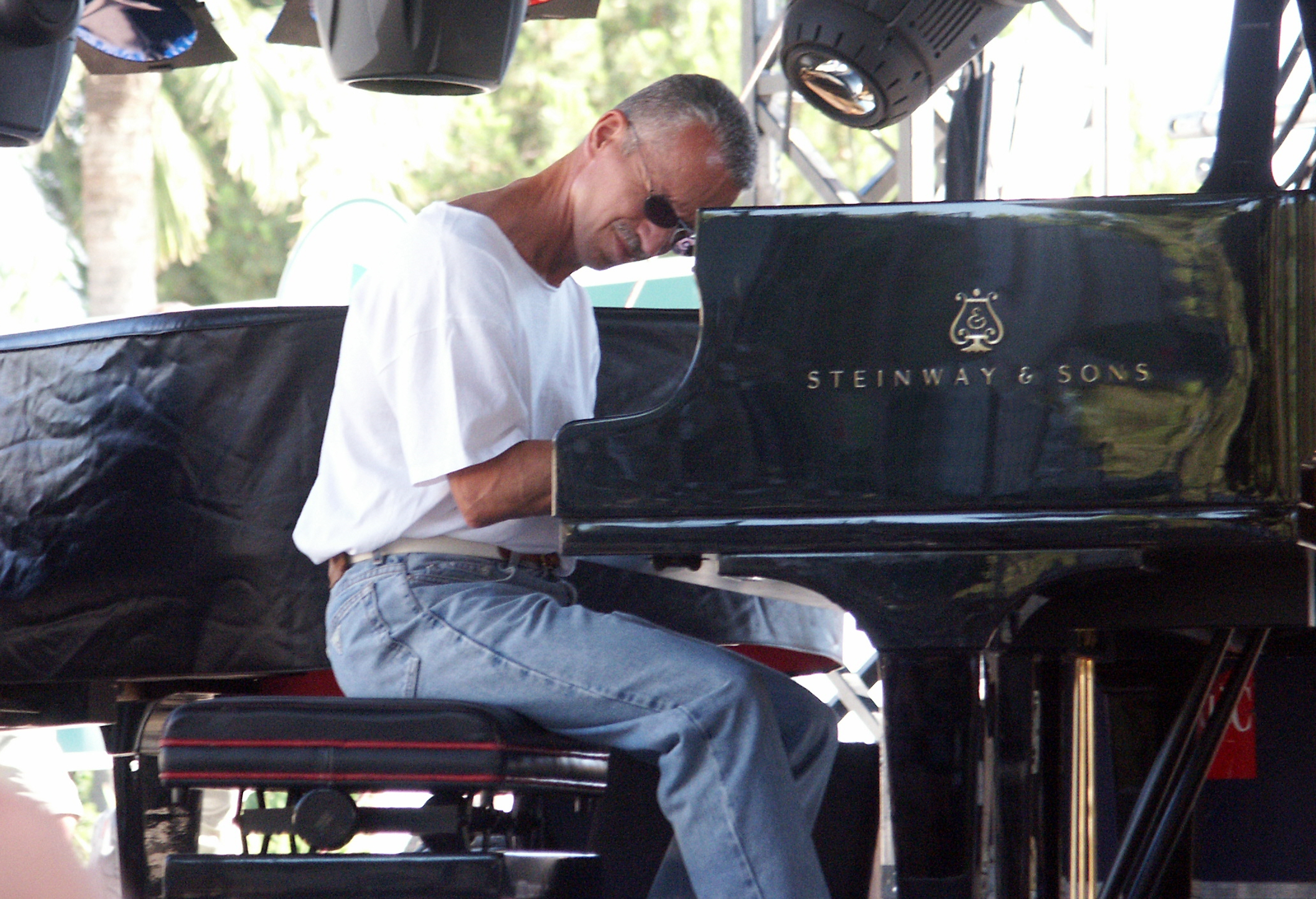
Keith Jarrett (2003)

The Out-of-Towners ist ein Livealbum des US-amerikanischen Jazz-Trios Keith Jarrett, Gary Peacock und Jack DeJohnette, das am 28. Juli 2001 in der Bayerischen Staatsoper in München aufgenommen und am 31. August 2004 von ECM Records veröffentlicht wurde.

## Das Album
Für die drei Musiker, die erstmals 1977 ein gemeinsames Album veröffentlicht hatten („Tales of Another“ (ECM, 1977)) und 1983 ihr erstes Album als Standards Trio („Standards, Vol. 1“ (ECM, 1983)) vorlegten, war 2001 ein sehr produktives und intensives Jahr ihrer bis dahin 24-jährigen Zusammenarbeit. Im April 2001 hatten sie mehrere Konzerte in Tokio, die auf den Alben „Always Let Me Go“ (ECM, 2001) und „Yesterdays“ (ECM, 2009) festgehalten sind, am 22. Juli ein Auftritt auf dem Montreux Jazz Festival in der Schweiz, das auf dem Album „My Foolish Heart: Live At Montreux“ (ECM, 2007) dokumentiert ist und sechs Tage später dann ein Konzert in der Bayerischen Staatsoper, das auf dem Album „The Out-of-Towners“ (ECM, 2004) zu hören ist.
In Inhalt des Albums beschreibt Joshua Weiner in seiner Besprechung für Allmusic.com: „’The Out-of-Towners’ dokumentiert ein ausgesprochen gutes Konzert. Jarretts Intro zu ‚I Can't Believe That You're In Love With Me’ schafft es gleichzeitig lieblich und fesselnd zu sein und die beiden anderen Bandmitglieder bringen sich so reibungslos in das Spiel ein als wären sie Erweiterungen der Finger des Pianisten. ‚You've Changed’ veranschaulicht wie das Trio seine Standards spielt ohne sie zu dekonstruieren oder den Faden der Melodie zu verlieren, wie sie die Stücke in einer Art und Weise erschließen, die sie zu neuen Erfindungen werden lassen. Das Titelstück, die obligatorische Eigenkomposition Jarretts, ist das etwas längere Highlight des Albums: ein funkiger Blues mit Gospel-Anklängen, der sich durch das wunderbare Solospiel von Gary Peacock auszeichnet und so tiefgehend ist, wie er nur sein kann. Gerry Mulligan's ‘Five Brothers’ swingt heiter, mit einfachem, aber effektvollem Spiel von Jarrett. Ein bezaubernder Lauf durch Cole Porter's ‘I Love You’ wird nur unterbrochen durch ein längliches und enttäuschendes  Becken-Solo von DeJohnette, das sehr statisch ist und den Spielfluss unterbricht. Für jeden ... der das Trio noch nicht kennt, ist ‚The Out-of-Towners’ die beste Einführung in das Werk der Gruppe.“
Letztes Stück des Albums ist der Popsong It’s All in the Game, den der Politiker und Hobbypianist Charles G. Dawes 1912 unter dem Titel "Melody in A Mayor" geschrieben hatte.

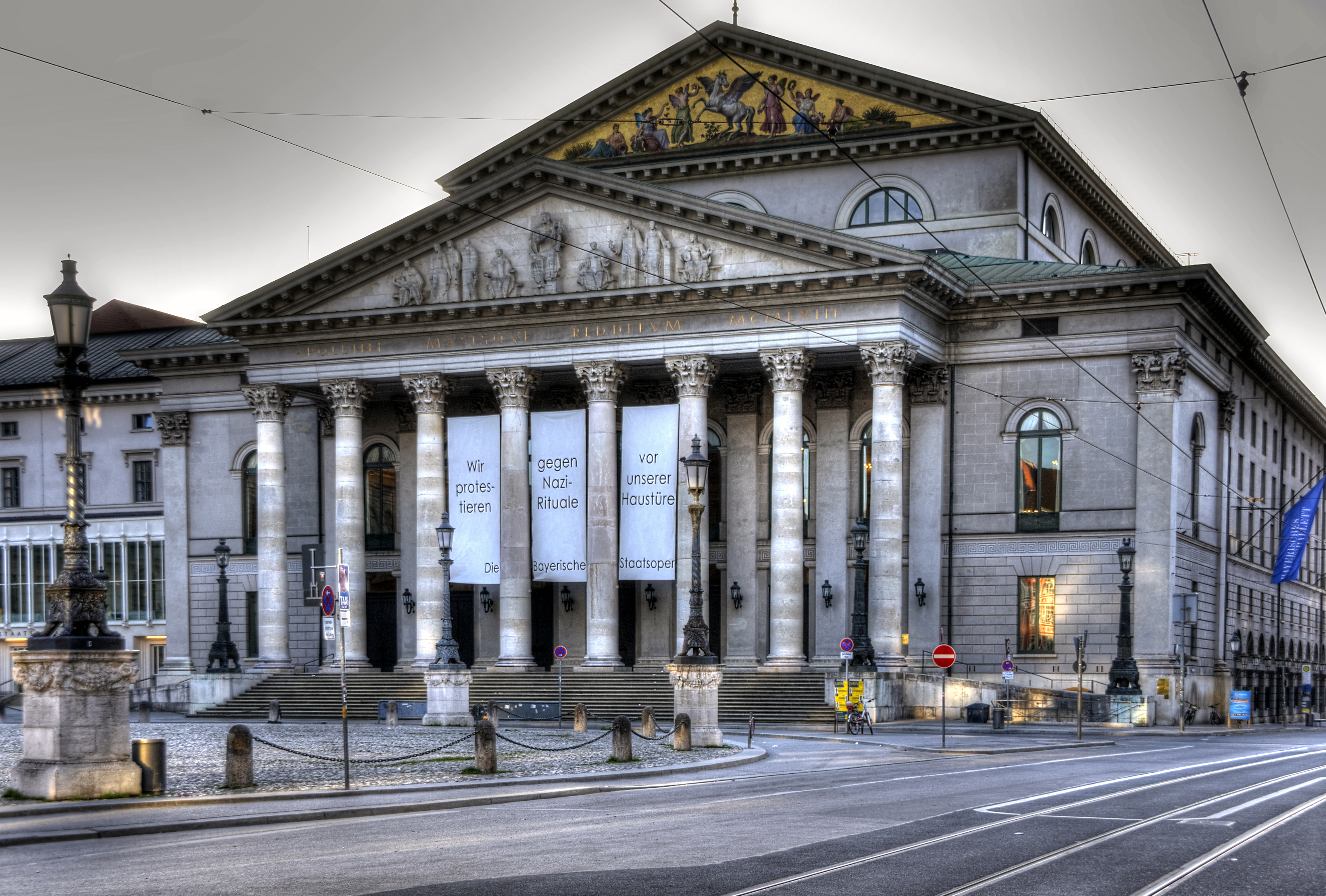
Bayrische Staatsoper München am Max Josef Platz

Auch im Jahr 2002 gab es mit „Up For It“ (ECM, 2002) wieder ein auf Album dokumentiertes Live-Konzert des Standards Trios, eine Aufnahme vom 42. Juan-les-Pins Jazz Festival, Antibes am 16. Juli 2002. Danach sollte sieben Jahre lang kein neues Album des Trios erscheinen.

## Die Mitwirkenden

### Die Musiker und ihre Instrumente
- Keith Jarrett – Piano
- Gary Peacock - Kontrabass
- Jack DeJohnette – Schlagzeug

### Der Produktionsstab
- Sascha Kleis – Design
- Martin Pearson – Aufnahmetechnik
- Morten Lund – Mastering
- Thomas Wunsch – Coverfoto
- Roberto Masotti – Fotos des Trios im Beiheft
- Wilfried Hösl – Fotos des Beiheftes
- Manfred Eicher – Produzent

## Die Titelliste
1. Intro / I Can't Believe That You're in Love With Me (Clarence Gaskill, Jimmy McHugh) – 12:10
2. You’ve Changed (Carl T. Fischer, Bill Carey) – 8:13
3. I Love You (Cole Porter) – 10:00
4. The Out-of-Towners (Keith Jarrett) – 19:45
5. Five Brothers (Gerry Mulligan) – 11:12
6. It's All in the Game (Charles Dawes, Carl Sigman) – 6:47

## Die Rezeption
Die Rezeption des Albums in den deutschsprachigen Medien ist ausschließlich positiv.
So schrieb die Zeitung Financial Times Deutschland: „Unter den Klaviertrios des aktuellen Jazz beansprucht die Combo um Keith Jarrett, den Kontrabassisten Gary Peacock und den Schlagzeuger Jack DeJohnette seit jeher das Prädikat Sonderklasse. Und mit The Out-of-Towners, dem nun endlich veröffentlichten Mitschnitt dieses Konzerts, unterstreichen sie den Anspruch. Lässig und intensiv driften sie durch das Reich ihrer Musik, graben sich für einen Moment in die innere Mechanik einer Standardballade, ringen ihr im nächsten einen Ausflug in tonal angespannte Klangbezirke ab, die sie mit raffiniertem Swing und dem Klangfarbenreichtum einer erstaunlich vielfältigen Palette kolorieren. ... Aus der Ruhe und Vertrautheit einer Zusammenarbeit, die schon mehr als 20 Jahre überdauert, spielt dieses Trio frisch und frei, rein und eigensinnig, wie direkt aus der Quelle des Jazz heraus.“
Ähnlich die Zeitschrift Stereo (9/04): „Das ‚Standards-Trio’ in gewohnter Klasse… . Mit Ausnahme des Titelstücks spielten Keith Jarrett, Gary Peacock und Jack DeJohnette bekannte Songs und eine Modern-Jazz-Nummer, in denen sie einmal mehr vorführen, dass im Jazz nicht das Material zählt, sondern das, was man daraus macht.“
Und Stereoplay 9/04 meint: „Was für ein Konzertmitschnitt! Pianist Keith Jarrett, Bassist Gary Peacock und Schlagzeuger Jack DeJohnette sind einfach ein Traumteam. Es ist ein Vergnügen zu verfolgen, wie sie … über vier Standards miteinander kommunizieren und stets neue Ideen einwerfen. Höhepunkt ist ein Blues, der aus frei improvisierten Bruchstücken entwächst und langsam an Kraft gewinnt.“
Jazzecho.de weiß: „Keith Jarrett, Gary Peacock und Jack DeJohnette bilden wohl das einzige Trio in der Welt, das einen ganzen Konzertabend mit immer neuen Interpretationen ein und desselben Songs bestreiten könnte, ohne dass einem auch nur eine Sekunde langweilig werden würde. Auf ‚The Out-Of-Towners’ übertrifft das Trio einmal mehr sich selbst.“
Das Fono Forum kommentiert: „Auch in München dreht das Trio seine schwerelosen Bahnen, vergräbt sich in den Labyrinthen einer Eigenkomposition. Lauscht Cole Porters 'I Love You'. Das sind allesamt große Momente.“
Und der Rheinische Merkur schreibt:  „Am Beginn und am Ende Jarrett allein am Flügel, dazwischen eine Lehrstunde in Souveränität: fragile Schönheit, perlende Läufe, Temporitte, ausgefuchste Interaktionen, riskante Spannungsbögen, Harmonie als große Fortsetzung einer großen Geschichte.“
Auch die Qualität der Aufnahme wird gelobt. So schreibt die Weltwoche: „Zweifellos ist dies … eine der technisch brillantesten Aufnahmen des Trios. Dieses bewegt sich seit Jahren auf einer Hochebene, wo andern die Luft dünn wird.“
Trotz der vielen lobenden Worte und Empfehlungen gab es im deutschsprachigen Raum nur wenige offizielle Auszeichnungen. Immerhin schafft das Album es beim „Preis der deutschen Schallplattenkritik“ auf die Bestenliste 4/2004.
Ähnlich positiv reagieren die internationalen Medien:
The Guardian vergibt 4 von 5 Sternen und stellt in Bezug auf Keith Jarrett bzw. dessen Trio fest: „Es sind genau zwei Qualitäten, die sein Werk seit der Rückkehr auf die Bühne nach seiner Krankheit auszeichnen: eine erneuerte Einfachheit und der Wille die innere Symmetrie eines guten Songs nicht zu zerstören sowie die verstärkte Anstrengung des Ensembles ihre Werke immer dialogorientierter zu gestalten.“
Allmusic vergab ebenfalls vier von 5 Sternen mit der Begründung: „Out-of-Towners zeichnet das Keith Jarrett/Gary Peacock/Jack DeJohnette Trio in der Art von Darbietung aus, die wir seit 21 Jahren von ihnen erwarten: Brilliant. Eine der am längsten bestehenden Bands des zeitgenössischen Jazz zu sein hat seine Vorteile; einer davon ist sich nichts mehr beweisen zu müssen. Erstens und vor allem spielt diese Band Standards wie keine andere. Vor dem Hintergrund ihrer individuellen Karrieren bedeutet Standards zu spielen für die Mitglieder des Trios eine gewisse Freiheit, aber auch eine Last … Neben der erstaunlichen Aufführung, sollte der Sound dieser Aufnahme beachtet werden. Ihre Wärme ist direkt spürbar, ihr sehr naher und intimer Sound vermittelt dem Hörer den Eindruck er wäre  mitten auf der Bühne und nicht im Publikum. Dies ist eine reife Leistung in jeder Beziehung.“
The Penguin Guide to Jazz vergab 4 von 4 Sternen.

## Transkriptionen
- Keith Jarrett Transkriptionen

- It’s All In The Game, transkribiert von James Sanders & Glenn Parsons